# Administration territoriale des Fidji
Pour les articles homonymes, voir Roko.
Si le découpage administratif de l'archipel s'appuie largement sur l'organisation sociale traditionnelle fidjienne, au point que l'un et l'autre parfois se recoupent, il s'agit de deux structures bien distinctes. 

## Régions

Découpage en régions de l'archipel

Fidji est divisé en quatre grandes régions : 
- la région centrale
- la région septentrionale
- la région occidentale
- la région orientale

L'île de Rotuma étant considérée comme une "dépendance" est classée à part.

## Provinces
Chaque région se subdivise à son tour en provinces (Provinces des Fidji yasana) dont le nombre total est de 14. Chacune de ces provinces se compose d'un conseil provincial, présidé par un roko tui. Celui-ci est généralement également un chef coutumier bien que ces dernières années des "roturiers" ont également été nommés à ce poste.

## Villes, districts et villages
Les provinces se divisent à leur tour en districts tikina cokavata, eux-mêmes à l'exception de la province de Lau, composés d'un ou deux sous districts (Tikina Vou). C'est à ce niveau que découpage administratif et traditionnel se recoupent le plus. En effet ces sous districts peuvent rassembler selon les cas de figure jusqu'à plusieurs villages (koro). À la tête de ces koro, ce sont toujours les ratu (chefs) occupent la fonction de "turanga ni koro" (l'équivalent fidjien d'un maire de village). C'est généralement l'un d'entre eux qui est chargé de les représenter au niveau du sous district. 
En zone urbaine, l'organisation diffère sensiblement. Déjà à l'époque coloniale, les autorités britanniques avaient mis en place pour la gestion des villes, un système municipal composé d'un conseil, d'un maire, d'une administration... Le maire issu de la majorité du conseil municipal est élu pour une période de trois ans. Ces villes dont le nombre n'a cessé de croître en fonction des exigences démographiques sont aujourd'hui 12. Il s'agit de Ba, Labasa, Lami, Lautoka, Levuka, Nadi, Nasinu, Nausori, Savusavu, Sigatoka, Suva, Tavua.